# フミリヌィーク
フミリヌィーク（ウクライナ語: Хмільник）はウクライナのヴィーンヌィツャ州フミリヌィーク地区にある都市。南ブーフ川の河岸に位置する。都市の高さは海抜250 mである。面積は20.5 km²。人口は26,916人 (2022年1月1日)。
史料では1362年から見られる。1443年に自治権を獲得した。
市内ではフミリヌィーク駅がある。首都キエフまでの直線距離は209 km、鉄道で237 km、車道で246 kmとなっている。州庁所在地までの直線距離は51 km、鉄道で70 km、車道で63.3 kmとなっている。フミリヌィークの日は、9月22日となっている。

## 姉妹都市
- Busko-Zdrój、ポーランド
- Szczawnica、ポーランド